# GSC9000-672
GSC9000-672 — хімічно пекулярна зоря спектрального класу Si, що має видиму зоряну величину в смузі V приблизно  9,7.